# Komorní Lhotka
Komorní Lhotkaⓘ is een Tsjechische gemeente in de regio Moravië-Silezië, die deel uitmaakt van het district Frýdek-Místek. De gemeente, die in het Pools Ligotka Kameralnaⓘ heet en in het Duits Kameral Ellgoth wordt genoemd, telde in 2006 1151 inwoners en is 1990 ha groot. In 2001 bestond 21,5% van de inwoners uit Polen.

## Beschrijving
Komorní Lhotka ligt in de Silezisch Beskiden, in het historische Hertogdom Teschen, ongeveer 10 km ten zuidwesten van Frýdek-Místek. Bij het dorp, dat op 410 meter boven zeeniveau ligt, vloeit de Ráztoky in de Stonávka. Ten zuidoosten van Komorní Lhotka ligt de Godula (737 m) en ten zuiden ervan de Kyčera (767 m).

## Geschiedenis
Het dorp wordt in een oorkonde uit 1455 voor het eerst vermeld als Bučkova Lhota. In de loop der tijd is de naam van de nederzetting regelmatig veranderd. In 1506 werd het dorp Lhota genoemd en in het begin van de zestiende eeuw werden de benamingen Valašská Lhota en Střižná Lhota gebruikt. Na 1621 stond het dorp achtereenvolgens bekend onder de namen Ves Elgotka, Střední Lhota, Prostřední Lhota, Elgoth, Ligotka Gnojnicka, Lhotka nad Hnojníkem, Líhotka, Litka en Lhotka. De huidige naam ontstond in 1884.

## Bezienswaardigheden
- Lutherse kerk, gebouwd in 1782
- Katholieke kerk, gebouwd in 1829, in neogotische stijl
- Een monument ter nagedachtenis aan het zogenoemde Toleranzpatent van 1782, waarbij keizer Jozef II van het Heilige Roomse Rijk aan al zijn onderdanen godsdienstvrijheid gaf.

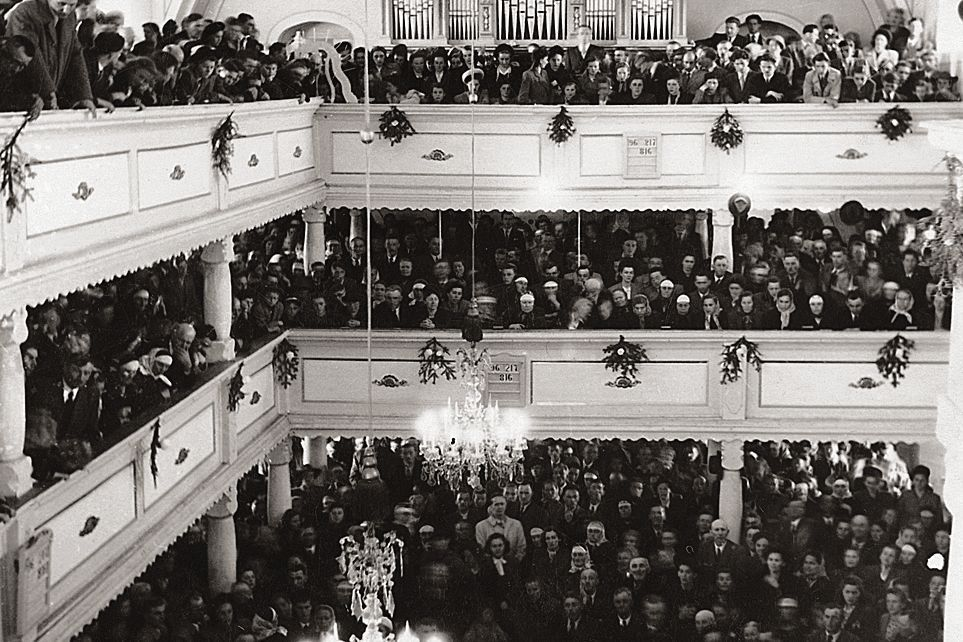
Komorní Lhotka, interieur van de Lutherse kerk (1949)